# Tachydromia excisa
Tachydromia excisa är en tvåvingeart som först beskrevs av Friedrich Hermann Loew 1864.  Tachydromia excisa ingår i släktet Tachydromia och familjen puckeldansflugor. Inga underarter finns listade i Catalogue of Life.